# Марк, Мэри Эллен
Мэри Эллен Марк (англ. Mary Ellen Mark; 20 марта 1940 — 25 мая 2015) — американский фотограф, известная своей фотожурналистикой и документальной съёмкой, портретами и рекламной фотографией. Она фотографировала людей, которые были «в стороне от основной части общества и относились к его более интересным, часто проблемным краям».

## Биография
Мэри родилась в 1940 г. В возрасте 9 лет начала проявлять интерес к фотографии. В 1962 г., она закончила обучение в одном из университетов в Пенсильвании, изучив там живопись и историю искусств. После чего она решила превратить свое детское хобби в дело всей жизни. В 1967 г. она переехала в огромный Нью-Йорк где начала увлекаться фотожурналистикой.

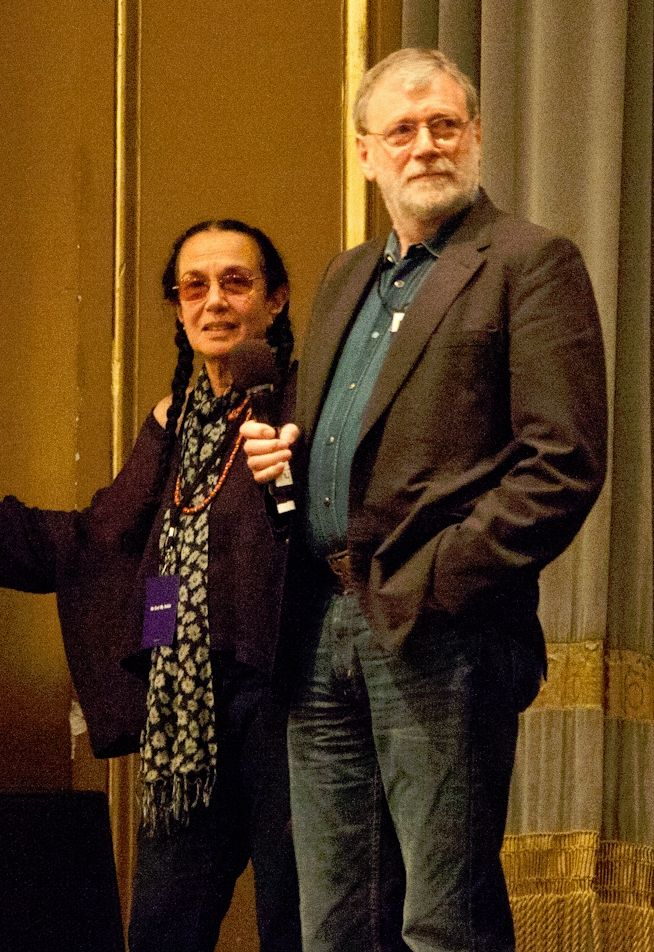
Мэри Эллен Марк и Мартин Белл в 2011 году

Марк опубликовала 18 сборников своих работ, наиболее известны из которых в первую очередь Streetwise and Ward 81. Её работы экспонировались в галереях и музеях по всему миру и широко публиковались в Life, Rolling Stone, The New Yorker, New York Times и Vanity Fair. Она была членом Magnum Photos с 1977 по 1981 годы. Марк получила множество наград, в том числе три награды Роберта Ф. Кеннеди по журналистике, три стипендии от Национального фонда искусств, Премию за достижения в области фотографии в 2014 году от Дома Джорджа Истмена и Премия за выдающийся вклад фотографии от Всемирной организации фотографии.
Была замужем за кинематографистом Мартином Беллом (род. 1943), снимавшим фильмы в том числе и на основе фоторепортажей жены.
Скончалась 25 мая 2015 года на Манхэттене после продолжительной борьбы с миелодиспластическим синдромом от болезни крови, вызванной недостаточностью костного мозга.